# Латиніна Лариса Семенівна
Лариса Семенівна Латиніна (при народженні Дирій) (нар. 27 грудня 1934, Херсон, Українська РСР, СРСР) — українська радянська спортивна гімнастка, дев'ятиразова олімпійська чемпіонка зі спортивної гімнастики. З 1964 по 2012 роки була володаркою найбільшого числа олімпійських нагород за всю історію Олімпійських ігор — 18 (9 золотих, 5 срібних, 4 бронзових). У 1966—1977 роках була старшим тренером жіночої збірної команди СРСР зі спортивної гімнастики.

## Біографія
Дитинство Лариси Семенівни припало на роки війни. Батько — Семен Андрійович Дирій (1906—1943) — покинув сім'ю, коли їй не було року. Потім — загинув на фронті. Мати — Пелагея Онисимівна Барабанюк (1902—1975) — працювала прибиральницею, нічним сторожем. Сама виховувала доньку у повоєнному Херсоні. Заробляла трохи більше ніж 200 рублів, з яких 50 віддавала на заняття дочки балетними танцями.
Спочатку займалася балетом, але перейшла в спортивну гімнастику, коли балетмейстер виїхав з Херсона. Першим тренером став вчитель фізичної культури школи № 14 Михайло Сотниченко. Закінчивши в 1953 році школу, вона поступила до Київського політехнічного інституту та продовжила тренуватися в спортивному товаристві «Буревісник» у тренера Олександра Мишакова. Разом з мамою переїхали до Києва.
Після другого курсу перевелася з політехнічного інституту до Київського державного інституту фізичної культури, де поєднувала навчання з виступами на спортивних змаганнях різного рівня. Навесні 1959 року, будучи молодою мамою (у грудні 1958 року у Латиніної народилася дочка Тетяна), з відзнакою закінчила інститут.
На дебютному для себе чемпіонаті світу в Римі в 1954 році вона виграла золоту медаль командних змагань в складі збірної СРСР. На Олімпіаді 1956 року в Мельбурні Латиніна виграла абсолютну першість, золоті медалі в команді, золото у вільних вправах і опорному стрибку, срібло на брусах, бронзу в командних вправах з предметом (тепер такої дисципліни немає). Радянські газети в липні 1958 повідомляли, що на чемпіонаті світу з гімнастики київська спортсменка Лариса Латиніна вийшла на перше місце і завоювала золоту медаль і звання абсолютної чемпіонки світу.
На Олімпіаді 1960 року в Римі Латиніна виграла абсолютну першість, золото в командній першості, вільних вправах, срібло на колоді і брусах, бронзу в опорному стрибку.
На Олімпіаді 1964 року в Токіо Латиніна не змогла виграти абсолютну першість, задовольнившись сріблом, проте виграла в команді та вільні вправи, та ще дві бронзові медалі.
Лариса Латиніна — восьмиразова чемпіонка світу з гімнастики, учасниця трьох олімпійських ігор (1956, 1960, 1964). . З 1964 по 2012 роки була володаркою найбільшого числа олімпійських нагород за всю історію Олімпійських ігор (18 олімпійських медалей: 9 золотих, 5 срібних, 4 бронзових). У 2012 році це досягнення було перевершено Майклом Фелпсом.
Завершила кар'єру в 1966 році.
У 1966—1977 роках була старшим тренером жіночої збірної команди СРСР зі спортивної гімнастики, відповідала за організацію змагань з гімнастики на Олімпіаді 1980 року в Москві.
Нині Лариса Латиніна — громадянка Росії, живе в місті Семенівське в Московській області.
В 1998 році Латиніну включили до Міжнародної зали слави спортивної гімнастики.
Рішенням сесії Херсонської міської ради XXIII скликання від 27 квітня 2000 року Ларисі Латиніній присвоєно звання «Почесний громадянин міста Херсона».

## Родина
- Батько — Дирій Семен Андрійович (1906—1943), учасник Другої Світової війни, загинув у Сталінградській битві.
- Мати — Барабанюк Пелагея Онисимівна (1902—1975).
- Чоловік : 
  - перший шлюб: Латинін Іван Ілліч;
  - другий шлюб: Фельдман Юрій Ізраїльович (1938—2020), доктор технічних наук, професор, академік Російської та Міжнародної академії електротехнічних наук, в минулому — президент, генеральний директор ВАТ «Акціонерна електротехнічна компанія „Динамо“.[3]
- Донька — Латиніна Тетяна Іванівна (нар. 1958) протягом 15 років танцювала в хореографічному ансамблі „Бєрьозка“.
  - Онуки: Костянтин (нар. 1981), Вадим (нар. 1994).
- Син - Андрій (загинув).

## Книги
Лариса Латиніна є автором книг:
- Латиніна Л. Сонячна молодість / Літ. запис Г. Поліщук. — К.: Молодь, 1958. — 114 с. з іл.
- Латынина Л. С. Равновесие. — М.: Мол. гвардия, 1970. — 223 с. : 8 л. ил. — (Спорт и личность).
- Латынина Л. С. Равновесие. Изд. 2-е. — М.: Мол. гвардия, 1975. — 240 с. с ил : 16 л. ил. — (Спорт и личность; Кн. 25).
- Латынина Л. С. Как зовут эту девочку?. — М.: Правда, 1974. — 46 с. — (Б-чка „Огонек“; № 35).
- Латынина Л. С. Гимнастика сквозь годы. — М.: Сов. Россия, 1977. — 157 с.
- Латынина Л. С. Гимнастика сквозь годы. — Санкт-Петербург: Фонд Людвига Нобеля: Полиграфическое предприятие № 3, печ. 2014. — 378 с., [18] л. цв. ил., портр.: ил., портр.; 21 см; ISBN 978-5-902078-86-9

## Цікаві факти
На першості СРСР 1958-го року Латиніна виступала будучи на п'ятому місяці вагітності, приховавши це за рекомендацією лікаря.

## Нагороди

### СРСР
- Орден Леніна (1957)
- Орден Дружби народів (1980)
- Три ордени «Знак Пошани» (1960, 1969, 1972)

### Україна
- Орден княгині Ольги III ст. (29 листопада 2002) — за значний особистий внесок у розвиток фізичної культури і спорту в Україні, досягнення найвищих спортивних результатів на Олімпійських іграх[10]

### Російська Федерація
- Орден «За заслуги перед Вітчизною» III ст. (2010), IV ст. (2004)
- Орден Пошани (1999)

### Міжнародні
- Олімпійський орден[11]

## Образ в образотворчому мистецтві
Лариса Латиніна зображена на картині "Гімнасти СРСР" академіка Російської академії мистецтв Дмитра Жилінського.

## Інтернет
- Імена [Архівовано 11 липня 2007 у Wayback Machine.]
- Латиніна на Олімпійських іграх 1956 в Мельбурні [Архівовано 11 квітня 2021 у Wayback Machine.]
- Новая газета. Лариса Латынина. Первое правило королевы [Архівовано 5 березня 2016 у Wayback Machine.]